# Escuela Nuestra Señora de Guadalupe (Houston)

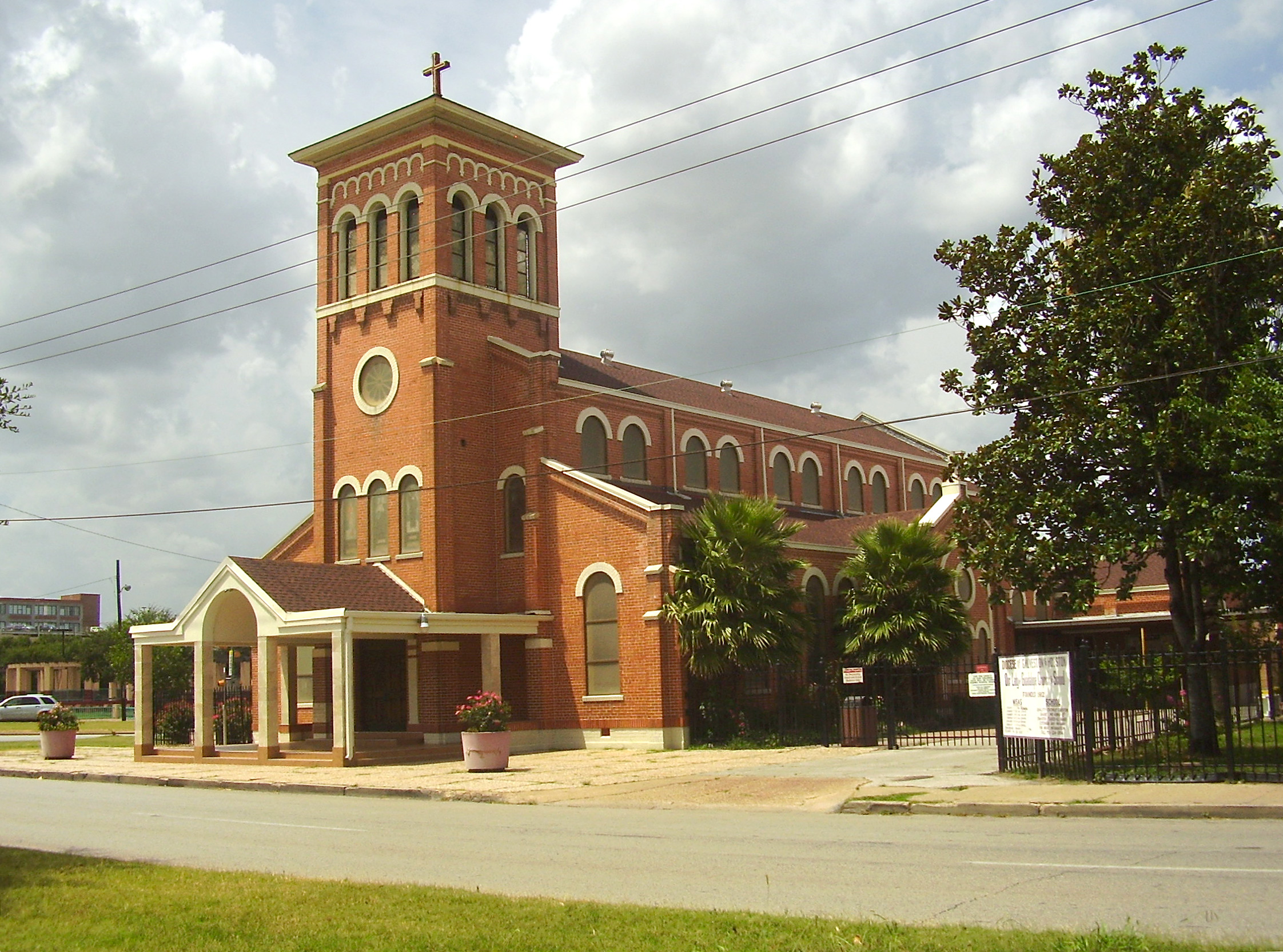
Iglesia Nuestra Señora de Guadalupe

La Escuela Nuestra Señora de Guadalupe (Our Lady of Guadalupe Catholic School, OLG) es una escuela privada católica K-8 en el Segundo Barrio del distrito East End en Houston, Texas.
La Iglesia Nuestra Señora de Guadalupe de la arquidiócesis de Galveston-Houston gestiona la escuela, que es la escuela de esta parroquia.
La Escuela Nuestra Señora de Guadalupe es la escuela primaria católica continuamente operativa más vieja en la ciudad de Houston. A partir de 2010 la parroquia de la escuela es una de las más pobres parroquias en Gran Houston.

## Historia
La escuela inicialmente se abrió en el 8 de septiembre de 1912, una mesa después la primera misa de la iglesia. Los Misioneros Oblatos de María Inmaculada estableció la escuela, pero las Hermanas de la Divina Providencia de Texas (CDP por sus siglas en inglés) gestionaba la escuela durante mucha de su historia. Inicialmente las hermanas conmutaron desde la Escuela de la Inmaculada Concepción (Immaculate Conception School, cerró permanente en 1969); estuvieron presentes en OLG por 87 años.  En el año escolar 1912–13 la escuela tenía 30 estudiantes.